# ماركوس باولو راموس دا سيلفا
ماركوس باولو راموس دا سيلفا (بالبرتغالية: Marcos Paulo Ramos da Silva‏) هو لاعب كرة قدم برازيلي، ولد في 4 فبراير 1990 في فلوريانوبوليس في البرازيل. لعب مع نادي أفاي لكرة القدم ونادي غوياس ونادي كوريتيبا.

## وصلات خارجية
- ماركوس باولو راموس دا سيلفا على موقع إي إس بي إن إف سي (الإنجليزية)
- ماركوس باولو راموس دا سيلفا على موقع قاعدة بيانات كرة القدم.إي يو (الإنجليزية)
- ماركوس باولو راموس دا سيلفا على موقع Soccerway.com (الإنجليزية)